# Sitora Hamidova
 (novembre 2023).
La mise en forme du texte ne suit pas les recommandations de Wikipédia : il faut le « wikifier ».
Les points d'amélioration suivants sont les cas les plus fréquents :
- Les titres sont pré-formatés par le logiciel. Ils ne sont ni en capitales, ni en gras.
- Le texte ne doit pas être écrit en capitales (les noms de famille non plus), ni en gras, ni en italique, ni en « petit »…
- Le gras n'est utilisé que pour surligner le titre de l'article dans l'introduction, une seule fois.
- L'italique est rarement utilisé : mots en langue étrangère, titres d'œuvres, noms de bateaux, etc.
- Les citations ne sont pas en italique mais en corps de texte normal. Elles sont entourées par des guillemets français : « et ».
- Les listes à puces sont à éviter, des paragraphes rédigés étant largement préférés. Les tableaux sont à réserver à la présentation de données structurées (résultats, etc.).
- Les appels de note de bas de page (petits chiffres en exposant, introduits par l'outil «  Source ») sont à placer entre la fin de phrase et le point final[comme ça].
- Les liens internes (vers d'autres articles de Wikipédia) sont à choisir avec parcimonie. Créez des liens vers des articles approfondissant le sujet. Les termes génériques sans rapport avec le sujet sont à éviter, ainsi que les répétitions de liens vers un même terme.
- Les liens externes sont à placer uniquement dans une section « Liens externes », à la fin de l'article. Ces liens sont à choisir avec parcimonie suivant les règles définies. Si un lien sert de source à l'article, son insertion dans le texte est à faire par les notes de bas de page.
- La présentation des références doit suivre les conventions bibliographiques. Il est recommandé d'utiliser les modèles {{Ouvrage}}, {{Chapitre}}, {{Article}}, {{Lien web}} et/ou {{Bibliographie}}. Le mode d'édition visuel peut mettre en forme automatiquement les références.
- Insérer une infobox (cadre d'informations à droite) n'est pas obligatoire pour parachever la mise en page.

Pour une aide détaillée, merci de consulter Aide:Wikification.
Si vous pensez que ces points ont été résolus, vous pouvez retirer ce bandeau et améliorer la mise en forme d'un autre article.
Sitora Hamidova, née le 12 mai 1989 à Termez, est une coureuse de fond ouzbèke. Elle a participé au marathon aux Championnats du monde de 2015 et aux Jeux olympiques de 2016,.

## Biographie
Sitora Hamidova est née le 12 mai 1989 dans la ville de Termez, dans la région de Sourkhan-Daria. Elle est diplômée de l'université d'État de Termez.
En 2015, Sitora remporte le championnat d'Ouzbékistan du 10 000 mètres et en 2016 du championnat d'Ouzbékistan de cross.
Elle rejoint l'équipe nationale d'Ouzbékistan aux Jeux olympiques d'été de 2016 à Rio de Janeiro. Au 10 000 mètres, elle termine avec 2 minutes 40,32 secondes de retard face à l'Éthiopienne Almaz Ayana, qui a remporté la médaille d'or, et prend la 24e place place avec le record de l'Ouzbékistan - 31 minutes 57,77 secondes. Au marathon, Sitora Hamidova prend la 54e place place parmi 133 participants qui ont obtenu le meilleur résultat en 2 heures 39 minutes 45 secondes. Hamidova perd contre la gagnante, la Kenyane Jemima Sumgong, en 15 minutes et 41 secondes.
Elle participe à trois reprises aux championnats du monde. En 2015-2019, elle ne réussit pas à atteindre la ligne d'arrivée du marathon. En 2017, elle prend la 18e place du 10 000 mètres (avec un résultat de 31,57,42 secondes), qui est le record de l'Ouzbékistan.
Hamidova prend la 8e place aux 5 000 et 10 000 mètres aux Jeux asiatiques d'été de 2018 à Jakarta.
Elle est devenue l'actuelle détentrice du record d'Ouzbékistan du 10 000 mètres (avec un résultat de 31,57,42) et du semi-marathon (avec un résultat de 1:13,10).
Elle est nommée master des sports de catégorie internationale en Ouzbékistan.